# Jartazi (wielerploeg)
Mitsubishi-Jartazi was een Ests-Belgische wielerploeg, de naam Jartazi komt van de gelijknamige kledingleverancier. Het team bestond van 2004 tot 2008. Het team was voornamelijk samengesteld uit jonge Belgische renners. Het grootste talent van de ploeg was de genaturaliseerde Belg Igor Abakoumov.
Ploegleiders waren Patrick Stallaert, Wim De Wolf en Jef Braeckevelt, ex-ploegleider van de Lotto-wielerploeg van 1989 tot 2003.
In 2008 kwam de ploeg uit op een Estse licentie en is de naam gewijzigd in Mitsubishi - Jartazi - Protech. Ook had het team in 2008 een procontinentale licentie gekregen. De ploeg had voor 2008 heel wat renners aangetrokken, waaronder Hans Dekkers, Jens Mouris en Frank Vandenbroucke de bekendste waren. Wel zal Denis Flahaut, die in 2007 vaak succesvol was in de massasprints, de ploeg verlaten. Hij verkoos voor de ProTourploeg Saunier Duval boven een extra jaar bij de Estse formatie.
Eind 2008 raakte bekend dat de ploeg zou ophouden te bestaan.

## Bekende renners
- Geert Omloop
- Bert Scheirlinckx
- Igor Abakoumov
- James Vanlandschoot
- Geert Verheyen
- Allan Davis
- Janek Tombak
- Jukka Vastaranta
- Denis Flahaut
- Frank Vandenbroucke
- Thierry De Groote
- Stefan van Dijk
- Johnny Hoogerland

## Ploeg per jaar
- Ploeg 2008